# Adriana Pereira
Adriana Salazar Lopes Pereira (Recife, 20 agosto 1964) è un'ex nuotatrice brasiliana.
Ha partecipato ai Giochi di Seul 1988, gareggiando in vari eventi di stile libero.